# Кубасов, Виталий Анатольевич

## Биография
Виталий Анатольевич Кубасов — художник-нонконформист, ученик Николая Акимова, видный представитель «газаневской культуры». Будучи студентом ЛПИ занимался в изостудии Политехнического института в Ленинграде (1955—1959), в 1959—1964 учился в Ленинградском Театральном институте им. А. Н. Островского (ЛГИТМиК), откуда по распределению был оправлен на должность главного художника Чимкентского краевого драматического театра (1964—1967). После возвращения в Ленинград в 1967 году работал работал книжным графиком в ленинградских издательствах.

Манера, в которой работает художник, определяется им самим как «ассоциативная абстракция»: 
Моя концепция — это ассоциативная абстракция. Смысл, который я в это вкладываю — синтез фигуративного (изобразительного) и абстрактного языков в изобразительном искусстве… Ассоциация, основывающаяся на древней, возможно, генетической памяти, присущей всем людям, всегда фигуративна, так как является воспоминанием конкретного фигуративного образа.

## Работы находятся в собраниях
- Государственный Русский Музей[1]
- Музей нонконформистского искусства[2]
- Музей искусства Санкт-Петербурга XX—XXI веков (МИСП) [3].

## Персональные выставки
- «Виталий Кубасов. Живопись, графика». Музей нонконформистского искусства[4]. 24 февраля — 11 марта 2001.